# Antioh Dimitrievici Cantemir

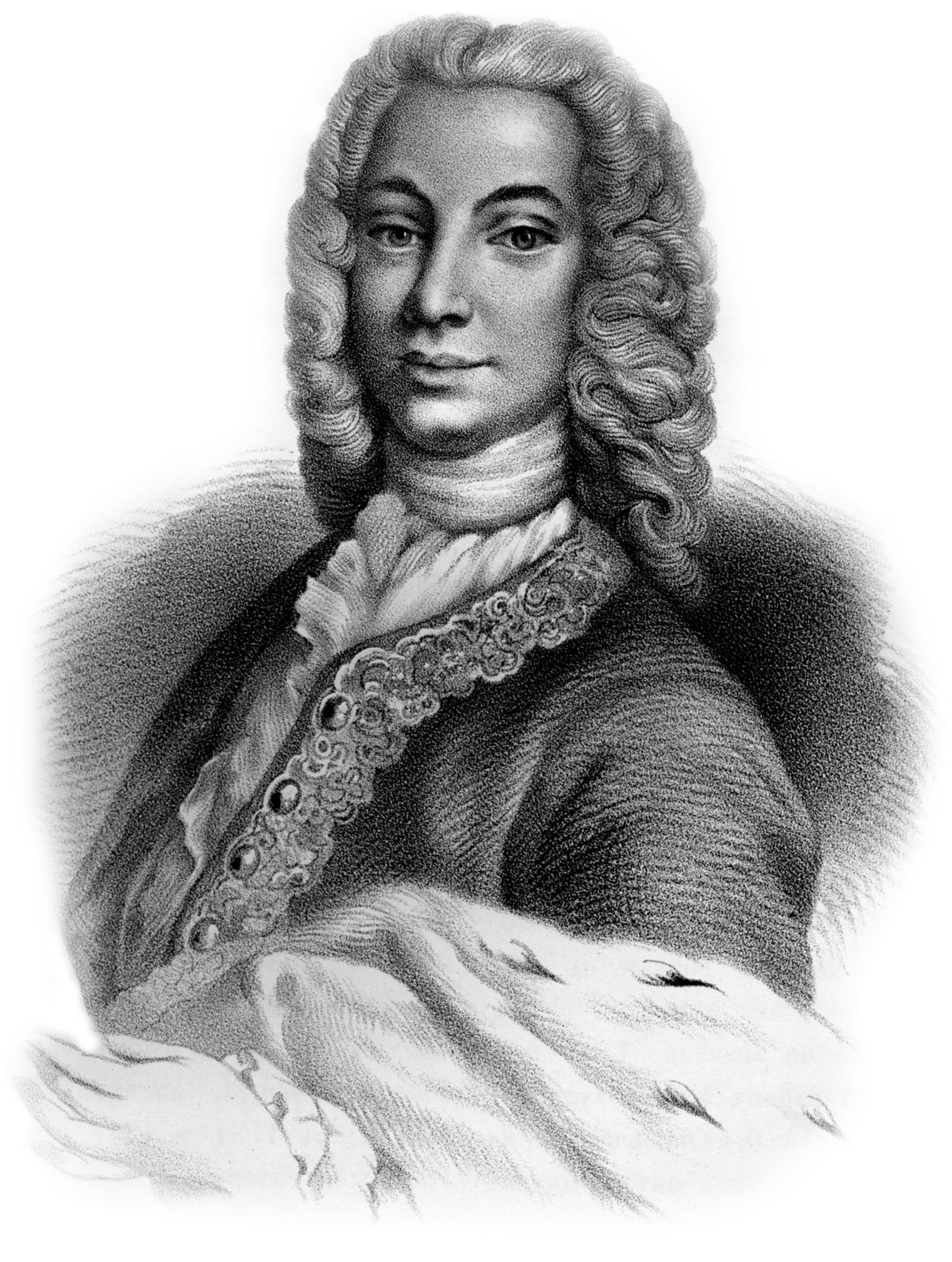
Antioh Dimitrievici Cantemir

Antioh Dimitrievici Cantemir (sau Kantemir, în rusă Антиох Дмитриевич Кантемир; n. 10 septembrie 1709, Constantinopol, d. 11 aprilie 1744, Paris) a fost un poet de limbă rusă, scriitor și diplomat rus de origine română, fiul domnitorului român Dimitrie Cantemir. Era fiul mezin al domnului Dimitrie Cantemir și al doamnei Casandra, fiica lui Șerban Cantacuzino. 

## Studii
Avea un nivel cultural înalt, cunoștea limbile: greacă, turcă, latină, italiană, rusă, franceză, română și engleză.
Primii dascăli au fost grecul Atanasie Condoidi, profesor de greacă, latină și italiană, pietistul german (adept al unei secte protestante)  Johann G. Vockerodt sau rusul Ivan I. Ilinski, care îi predă limba și literatura rusă și latina.
A studiat cu savanții străini Daniel Bernoulli (cu care a studiat matematica la Sankt Petersburg), Georg Bernhard Bilfinger, Bayer și Gross la Academia de Științe din Rusia (1726-1727) precum și cu Ivan I. Ilinski. A intrat în legătură cu cărturari celebri, de pildă cu Voltaire, când se afla la Paris.
Prin anul 1732, fiind la Londra, a studiat operele lui Descartes, Newton, Leibniz și Maupertuis. În ianuarie 1732, cneazul Antioh Cantemir a plecat din Moscova spre Londra, unde va rămâne șase ani ca ambasador al țarinei Anna Ivanovna.
A menținut strânse relații cu comunitatea științifică a epocii, cu savanți ca Bernoulli, Euler.

## Diplomat
A fost ambasador al Rusiei la Londra (1732) și la Paris (1738); în capitala Franței sosește la 19 septembrie 1738. A fost numit consilier secret al împărătesei Ana, titlu care i se acordase odinioară tatălui său Dimitrie, ca și consilier secret al lui Petru cel Mare.

## Operă literară
A fost unul dintre inițiatorii clasicismului în literatura rusă, a militat pentru progresul științei și al culturii de pe pozițiile iluminismului. A tradus din Horațiu, Anacreon, Montesquieu, Fontenelle.
A început activitatea sa literară cu traducerea în proză, din l. latină a Istoriei sinoptice a lui Constantin Manasses (1725), un cronograf în versuri., 
Astfel, a tradus în rusă cartea filosofului francez Bernard le Bovier de Fontenelle intitulată Entretiens à une marquise sur la pluralité des mondes (Convorbiri cu o marchiză asupra pluralității lumilor), tipărită în 1740.
A mai publicat satire, epigrame, fabule. 
Astfel, a scris un poem epic encomiastic intitulat Petrida sau descrierea în stihuri a morții lui Petru cel Mare, împăratul întregii Rusii, rămas din nefericire neterminat, și a publicat un volum de Satire. Alecu Donici, în  cooperare cu Constantin Negruzzi, traduce acest volum în l.română, cu titlul Satire și alte poetice compuneri, Iași,1844, ed. II 1858) (printre satire: Către mintea sa [Satira I] sau Celor ce hulesc știința, 1729), fiind considerat un întemeietor al genului în literatura rusă. Satira a 4-a și a 8-a au un caracter mai mult sau mai puțin autobiografic, iar satira a 6-a și a 7-a sunt satire filosofice în care autorul își zugrăvește idealul vieții, părerile sale asupra fericirii omului. Prima ediție a Satirelor a fost publicată la Londra, în 1749, sub titlul Satyres de monsieur le prince Cantemir avec l'histoire de sa vie, traducere de abatele Ottavio Guasco, ed. Jean Nourse. O nouă ediție va apărea la Londra, în 1750,iar abia în 1762, odată cu înscăunarea Ecaterinei a II-a este tipărită prima ediție rusă. Modelele lui Antioh pentru Satire au fost Horațiu, Iuvenal, Ovidiu, Persius, iar dintre autorii contemporani, Regnier, Boileau, Pope, Locke și John Milton.
Imaginea zugrăvită de Antioh țarului, în poemul Petrida ține practic de panegiric. Poemul nu este chiar o realizare literară remarcabilă,prezintă un interes modest pe plan literar, însă are meritul de a marca începuturile versificației moderne în Rusia. Autorul pune în versuri lista realizărilor politice ale țarului: reorganizarea statului, lărgirea frontierelor spre Orient și Occident, afirmarea Rusiei ca putere maritimă etc. Poemul conține și una dintre primele descrieri literare ale Sankt Petersburgului, fiind evocate clădirile splendide de pe malurile Nevei. Poemul se încheie după primul cânt.
A favorizat publicarea în engleză și franceză a celebrei opere a tatălui său Istoria Imperiului Otoman, după manuscrisul pe care îl  avea la sine. Traducerea engleză a apărut în două ediții (Londra, 1734 și 1736), urmată de cea franceză (Paris,1743) și de cea germană (Hamburg, 1745).  Este considerat părintele clasicismului în literatura rusă. Geniu precoce, Antioh Cantemir a fost primul poet rus de stil occidental.
În domeniul științei, a tradus în rusă o carte referitoare la Newton și a scris o algebră, tot în rusă, rămasă în manuscris.
Antioh a murit la 35 de ani, de pleurezie (sau tuberculoză) la Paris.

## Posteritate
Organizatorii festivităților prilejuite de tricentenarul întemeierii orașului Sankt Petersburg, în 2003, au luat hotărârea să ridice un bust al lui Antioh Cantemir "părintele întemeietor al clasicismului rus și maestrul satirei literare."